# Leon Panikvar
Leon Panikvar (ur. 28 stycznia 1983 w Mariborze) – słoweński piłkarz, występujący na pozycji obrońcy.